# アルフレッド・ケイジン
アルフレッド・ケイジン（Alfred Kazin, 1915年6月5日 - 1998年6月5日）は、アメリカ合衆国の文芸評論家。20世紀の移民について書いた。

## 人物
ユダヤ系移民の子としてブロンクスに生まれ、ニューヨーク市立大学を卒業。ハンナ・アーレントと親しかった。四回結婚した。

## 日本語訳
- 『現代アメリカ文学史 現代アメリカ散文文学の一解釈』刈田元司 ほか訳、南雲堂, 1964
- 『アメリカ小説の現貌 ヘミングウェイからメイラー』佐伯彰一・大友芳郎・小田基・北山克彦訳、文理・大学事業部, 1974
- 『ニューヨークのユダヤ人たち ある文学の回想1940-60』大津栄一郎・筒井正明訳、岩波現代選書 岩波書店, 1987
- 『書くことがすべてだった 回想の20世紀文学』石塚浩司訳、りぶらりあ選書 法政大学出版局, 1997